# Upproret i Gryt 1811
Upproret i Gryt 1811 handlar om ett "revoltunge" mot Karl XIII:s utskrivningsorder, vilket ledde till avrättning av en ortsbo i Gryts socken. Upproret kulminerade med två sockenstämmor i Gryts sockenstuga och omedelbart efteråt började arresteringar av de främsta ledarna. Upprorsungen tolkades av överheten som ett försök av allmogen att återinsätta den störtade Gustav IV Adolf.

## Bakgrund
År 1809 hade Sverige förlorat ett krig mot Ryssland och den 13 mars arresterades Gustav IV Adolf och avsattes senare under våren. Han efterträddes under sommaren av sin farbror Karl XIII (bror till Gustav III). Ute i Europa pågick Napoleonkrigen, och i Sverige fanns det förespråkare för ett deltagande i kriget. Militären var emellertid tilltufsad efter nederlaget i finska kriget. Karl XIII skrev i detta läge 1811 en kungörelse att förstärkningsmanskap till armén skulle tas ut. 
Gustav IV Adolf hade anhängare bland allmogen, en del ville se honom återinsatt. Det fanns också de som arbetade i den riktningen. Allmogen trodde att utskrivningen av manskap skulle ske för att säkra Karl XIII:s ställning. Krigströttheten var också utbredd.

## "Revoltungen"
I Gryts socken kungjordes den kungliga förordningen av landshövding Fabian Ulfsparre. Södermanlands regemente skulle förstärkas med 600 man. Det fanns redan djupa spår av krigen österut bland allmogen. Frågan diskuterades i sockenstämman den 19 maj. En f.d. soldat vid Livregementet till häst, den 22-årige Jan Andersson Lännander, framträdde som ledare för motståndet. Landshövdingen förnyade sin proklamation den 21 maj. Han befallde allmogen att rätta sig efter lagen och prästen att läsa upp förordningen. En ny sockenstämma hölls den 23 maj. Ryktesspridning och hotelser mot överheten förekom; bl.a. skulle dalkarlarna tåga ned till Gryt och bönderna skulle redan ha tillskansat sig kanoner på Stavsjö bruk.

## Rättsliga efterspel och avrättning
Revoltungen fick rättsliga efterspel i tre instanser: Daga häradsrätt, Svea hovrätt och Högsta domstolen. Åtal väcktes mot Anders Pehrsson i Berga, Anders Andersson, Gustaf Gustafsson och Jan Andersson Lännander. Svea hovrätt fastställde dödsstraff för de tre sistnämnda och fängelsestraff för den förstnämnda. Högsta domstolen ändrade det den 3 december till dödsstraff endast för Andersson Lännander. Han avrättades i januari 1812 på Daga härads avrättningsplats i Axalaskogen. 150 man ur Södermanlands regemente stod i en ring runt schavotten, i en s.k. spetsgård. Styrkan leddes av major Ludvig von Engelbrechten. Denne hade under finska kriget tillsammans med sin styrka på 700 man blivit tillfångatagen på isen på Ålandshav av ryssarna. Engelbrechten och officerarna hade blivit frigivna medan männen hade skickats till Sibirien.